# Romagne, Vienne

Romagne este o comună în departamentul Vienne, Franța. În 2009 avea o populație de 854 de locuitori.